# 189 (număr)
189 (o sută optzeci și nouă) este numărul natural care urmează după 188 și precede pe 190.

## În matematică
189 este:
- un număr impar
- un număr centrat cubic[2]
- un număr compus
- un număr deficient deoarece este mai mare decât suma alicotă σ(n) a divizorilor săi (=131)[3]
- un număr harshad[4] în bazele 2 3, 4, 5, 6, 7, 11, 13, 15 (și în alte 28 de baze de numerație).
- un număr norocos[5]
- un număr rotund.[6][7]
- un număr Ulam[8]
- un număr 64-gonal
- o constantă Kaprekar în baza 2
- un număr heptagonal[9]
- un număr palindromic în bazele 2 (101111012), 20 (9920), 26 (7726) și 62 (3362).
- suma sumelor divizorilor primelor 15 numere naturale[10]

189 poate fi scris ca suma a două cuburi în două moduri: 43 + 53 and 63 + (-3)3 (Cel mai mic număr care poate fi scris ca suma a doar 2 cuburi pozitive în două moduri este 1729)
- Divizorii lui 189 sunt: 1, 3, 7, 9, 21, 27, 63, 189

## În știință

### Astronomie
- NGC 189,  un roi deschis aflat în constelația Cassiopeia.
- 189 Phthia, o planetă minoră.

## În religie
- Manuscrisul 189 (Minuscule 189), un manuscris în limba greacă pe pergament al Noului Testament

## În alte domenii
'189 se poate referi la:
- Lumsden No. 189, Saskatchewan în sud-vestul provinciei Saskatchewan, Canada